# Paus Leo IV
Leo IV (Rome, ca. 790 - sterfplaats onbekend, 17 juli 855) was paus van 10 april 847 tot 17 april 855.
Leo, een benedictijner monnik, werd unaniem verkozen tot opvolger van Sergius II. Hij werd ingewijd zonder de toestemming van de keizer.
Benedictus III was Leo's opvolger. 

## Mythe
Een legende die opdook in de 13e eeuw gaat dat Leo al eerder stierf en werd opgevolgd door pausin Johanna.
Cursief: tegenpaus